# Gli uomini di carta
Gli uomini di carta (The Paper Men) è il dodicesimo romanzo di William Golding.
Il romanzo che tratta del rapporto fra celebrità e chi la sfrutta ricorrendo alla figura di uno scrittore, Wilfred Barclay, già famoso e inseguito da uno studente universitario americano, Rick Tucker, nel disperato tentativo di divenirne biografo ufficiale. Il romanzo tratta della fuga di Barclay attraverso l'Europa e oltre. Barclay è un personaggio complesso, moralmente infantile e dedito all'alcool, il quale, nel parlare del suo viaggio in prima persona descrive inoltre la sua senilità ed il suo continuare ad invecchiare mentre il resto del mondo gli scivola a mala pena addosso.
La prosa di Golding, raffinata e precisa, in questo romanzo, si fonde con una sorta di flusso di coscienza dovuto alla prima persona utilizzata: il narratore interno è infatti Wilfred Barclay stesso che cerca di ricostruire quella sua personale vicenda che si svolge nel giro di molti anni (oltre 14) con molti vuoti di memoria, supposizioni e considerazione personali. Il libro è intriso di cinismo e humour selvaggio (ma comunque molto british), cosa non nuova per Golding, ma comunque inaspettata e non comune.